# نیش عنکبوت
نیش عنکبوت (به انگلیسی: arachnidism) جراحتی است که در اثر گزش یک عنکبوت ایجاد می‌شود. اغلب گزیدگی‌های عنکبوت به آسیب جدی منجر نمی‌شود و تنها با علائم خفیفی در محل گزیدگی همراه است. همچنین، به ندرت پیش می‌آید که گزش عنکبوت به جراحت نکروتیکی پوست یا درد شدید منجر شود.: 455 
اغلب عنکبوت‌ها باعث ایجاد گزیدگی‌های جدی نمی‌شوند. برای اینکه یک گزیدگی به ایجاد وضعیت‌های جدی منجر شود، به شدت قابل توجهی نیاز می‌باشد. گزیدگی‌های ایجاد شده بوسیلهٔ عنکبوت‌های بیوه با سم عصبی همراه است. این سم، به ایجاد وضعیتی به نام لاترودکتیسم منجر می‌شود. علائم این نوع مسمومیت عبارتند از: درد در محل نیش یا سینه و شکم، ریزش عرق، گرفتگی عضلات و استفراغ. گزیدگی‌های ناشی از عنکبوت‌های گوشه نشین می‌تواند به ایجاد وضعیت غانقرایا در ناحیهٔ نکروز اطراف پوست و از کار افتادن گلبول‌های قرمز خون گسترده منجر شود. در پی این موارد، سر درد، استفراغ و تبی خفیف ممکن از ایجاد شود. سایر عنکبوت‌هایی که می‌توانند گزیدگی‌های جدی ایجاد کنند، عنکبوت وب قیف استرالیا و عنکبوت سرگردان برزیلی هستند.
اقداماتی که به منظور پیشگیری از نیش عنکبوت می‌تواند انجام داد، تمیز نگه داشتن محیط و استفاده از آفت‌کش‌ها است. اغلب گزیدگی‌های عنکبوت بوسیلهٔ روش‌های درمانی مجهزکننده از قبیل داروهای ضد التهاب غیر استروئیدی (شامل ایبوپروفن) برای درمان درد و آنتی‌هیستامین‌ها برای درمان خارش است. مشتقات تریاک می‌تواند در موارد درد حاد مورد استفاده قرار گیرد. گرچه پادزهر برای سم عنکبوت بیوهٔ سیاه وجود دارد، اما با آنافیلاکسی مرتبط است و در ایالات متحده معمولاً مورد استفاده قرار نمی‌گیرد. استفاده از پادزهر در برابر زهر عنکبوت وب قیف، درمان را بهبود می‌دهد. همچنین، در مواردی که پوست در اثر گزیدگی آسیب دیده‌است، ممکن است به جراحی نیاز باشد.
تشخیص نیش عنکبوت ممکن است با تشخیص افراطی یا اشتباه همراه باشد. در طول تاریخی، به وضعیت‌هایی در مورد نیش عنکبوت، اشاره شده‌است. در قرون وسطی، شواهدی در مورد جنون رقص در اثر گزیدگی‌های عنکبوت ارائه شده‌است. افزون‌براین، نکروز نیز پدیده‌ای است که به نیش عنکبوت نسبت داده می‌شود؛ اما در این زمینه تنها در مورد نیش عنکبوت‌های گوشه‌نشین شواهدی وجود دارد.